# Framecourt
Cet article possède des paronymes, voir Framicourt et Frémécourt.
Framecourt est une commune française située dans le département du Pas-de-Calais en région Hauts-de-France. Ses habitants sont appelés les Framecourtois.
La commune fait partie de la communauté de communes du Ternois qui regroupe 103 communes et compte 37 469 habitants en 2021.

## Géographie

### Localisation
Localisée dans le sud du département du Pas-de-Calais, Framecourt est une commune située, à vol d'oiseau, à 6 km au sud de la commune de Saint-Pol-sur-Ternoise (aire d'attraction) et à 33 km à l'ouest de la commune d’Arras (chef-lieu d'arrondissement et préfecture du Pas-de-Calais).
Le territoire de la commune est limitrophe de ceux de quatre communes.
Les communes limitrophes sont Hautecloque, Nuncq-Hautecôte, Sibiville et Écoivres.

### Géologie et relief
La superficie de la commune est de 2,28 km2 ; son altitude varie de 128  à   150 m.

### Hydrographie
La commune est située dans le bassin Artois-Picardie. Elle n'est drainée par aucun cours d'eau,.

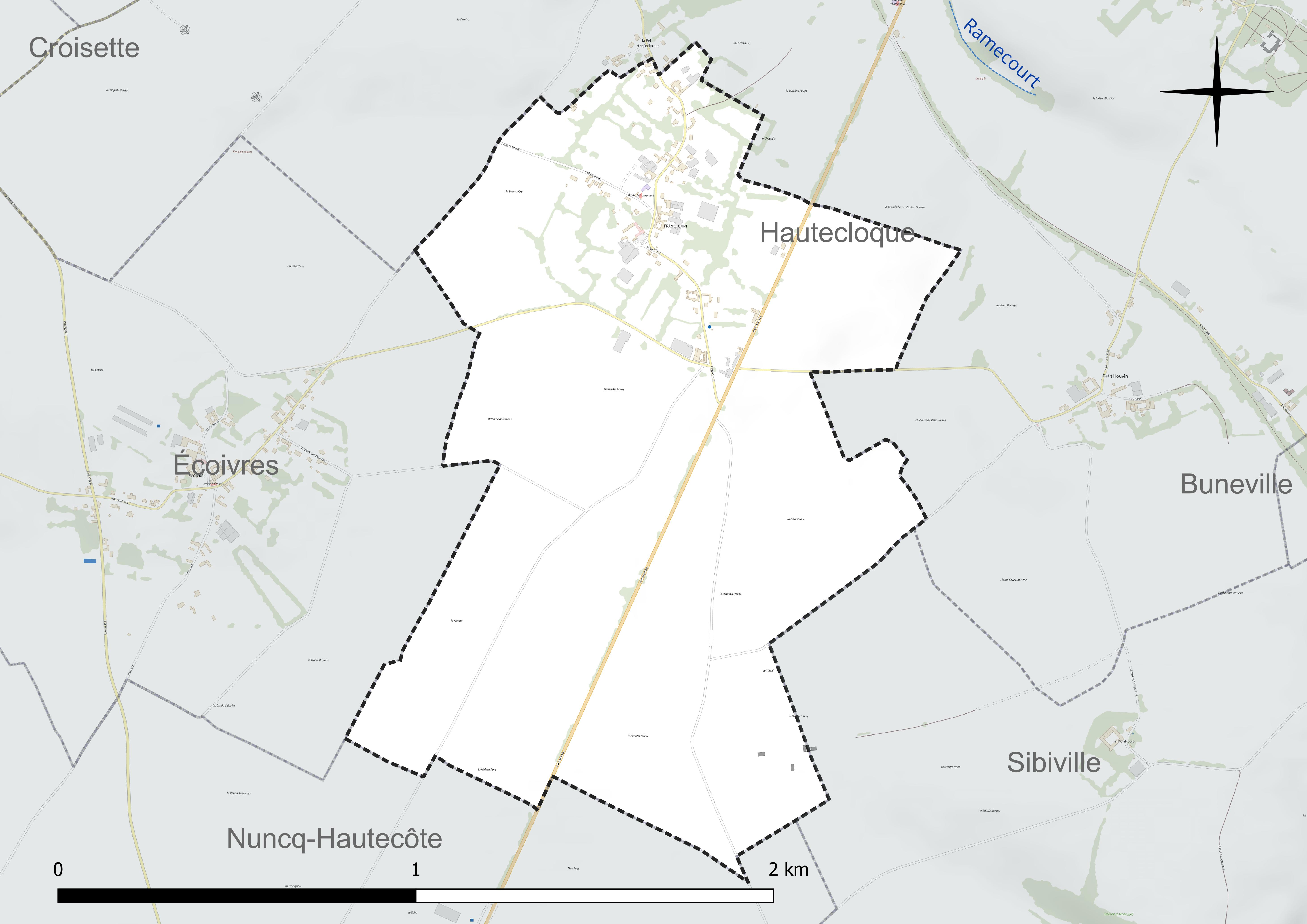
Réseau hydrographique de Framecourt.

### Climat
Pour des articles plus généraux, voir Climat des Hauts-de-France et Climat du Pas-de-Calais.
En 2010, le climat de la commune est de type climat des marges montargnardes, selon une étude du CNRS s'appuyant sur une série de données couvrant la période 1971-2000. En 2020, Météo-France publie une typologie des climats de la France métropolitaine dans laquelle la commune est exposée à un climat océanique et est dans la région climatique Côtes de la Manche orientale, caractérisée par un faible ensoleillement (1 550 h/an) ; forte humidité de l'air (plus de 20 h/jour avec humidité relative > 80 % en hiver), vents forts fréquents.
Pour la période 1971-2000, la température annuelle moyenne est de 10 °C, avec une amplitude thermique annuelle de 13,9 °C. Le cumul annuel moyen de précipitations est de 898 mm, avec 12,9 jours de précipitations en janvier et 9,3 jours en juillet. Pour la période 1991-2020, la température moyenne annuelle observée sur la station météorologique la plus proche, située sur la commune de Humières à 10 km à vol d'oiseau, est de 10,9 °C et le cumul annuel moyen de précipitations est de 856,9 mm,. Pour l'avenir, les paramètres climatiques de la commune estimés pour 2050 selon différents scénarios d'émission de gaz à effet de serre sont consultables sur un site dédié publié par Météo-France en novembre 2022.

### Paysages
Pour un article plus général, voir Paysage en France.
La commune s'inscrit dans les « paysages du Ternois » tels qu'ils sont définis dans l'atlas de paysages de la région Nord-Pas-de-Calais, conçu par la direction régionale de l'Environnement, de l'Aménagement et du Logement (DREAL),.
Ces paysages, qui concernent 138 communes avec trois pôles d'attraction que sont Hesdin à l'ouest, Saint-Pol-sur-Ternoise à l'est et, dans une moindre mesure, Frévent en lisière sud, sont délimités par deux cours d'eau : la Canche au Sud et la Ternoise au Nord. Ces paysages sont composés de plateaux, de vallées et de bocages. Les plateaux du Ternois montrent une structure tabulaire assez plane et une altitude assez régulière avec des points culminants entre 150  à   160 m.
Le territoire d'une vingtaine de kilomètres du Nord au Sud et d'Est en Ouest, est traversé par la D 939 reliant Saint-Pol-sur-Ternoise à Hesdin, par la D 912 entre Saint-Pol-sur-Ternoise et Frévent et par la ligne ferroviaire de Saint-Pol-sur-Ternoise à Étaples dans la vallée de la Canche. La position excentrée, en l'absence de grands axes autoroutiers ou ferrés structurants, a permis au Ternois de conserver un caractère rural et une certaine qualité de paysage.
Au niveau de l'occupation des sols, les surfaces cultivées sont omniprésentes sur les plateaux, avec majoritairement la culture de la betterave et de la pomme de terre, et représentent près de 72 % de la surface totale de ces paysages du Ternois, les espaces artificialisés, cantonnés dans les fonds de vallée, représentent 13 % et les surfaces boisées, présentes dans les deux principales vallées de la Ternoise et de la Canche, ne représentent que 6 %.

### Milieux naturels et biodiversité

#### Espèces faunistiques et floristiques
Le site de l'Inventaire national du patrimoine naturel (INPN) recense 24 espèces faunistiques et floristiques sur le territoire de la commune dont 13 protégées et 1 taxon (espèce et sous-espèce) menacée et quasi-menacée.

## Urbanisme

### Typologie
Au 1er janvier 2024, Framecourt est catégorisée commune rurale à habitat dispersé, selon la nouvelle grille communale de densité à sept niveaux définie par l'Insee en 2022.
Elle est située hors unité urbaine. Par ailleurs la commune fait partie de l'aire d'attraction de Saint-Pol-sur-Ternoise, dont elle est une commune de la couronne,. Cette aire, qui regroupe 72 communes, est catégorisée dans les aires de moins de 50 000 habitants,.

### Occupation des sols
L'occupation des sols de la commune, telle qu'elle ressort de la base de données européenne d'occupation biophysique des sols Corine Land Cover (CLC), est marquée par l'importance des territoires agricoles (90,7 % en 2018), une proportion identique à celle de 1990 (90,7 %). La répartition détaillée en 2018 est la suivante : 
terres arables (66,9 %), prairies (23,9 %), zones urbanisées (9,3 %). L'évolution de l'occupation des sols de la commune et de ses infrastructures peut être observée sur les différentes représentations cartographiques du territoire : la carte de Cassini (XVIIIe siècle), la carte d'état-major (1820-1866) et les cartes ou photos aériennes de l'IGN pour la période actuelle (1950 à aujourd'hui).

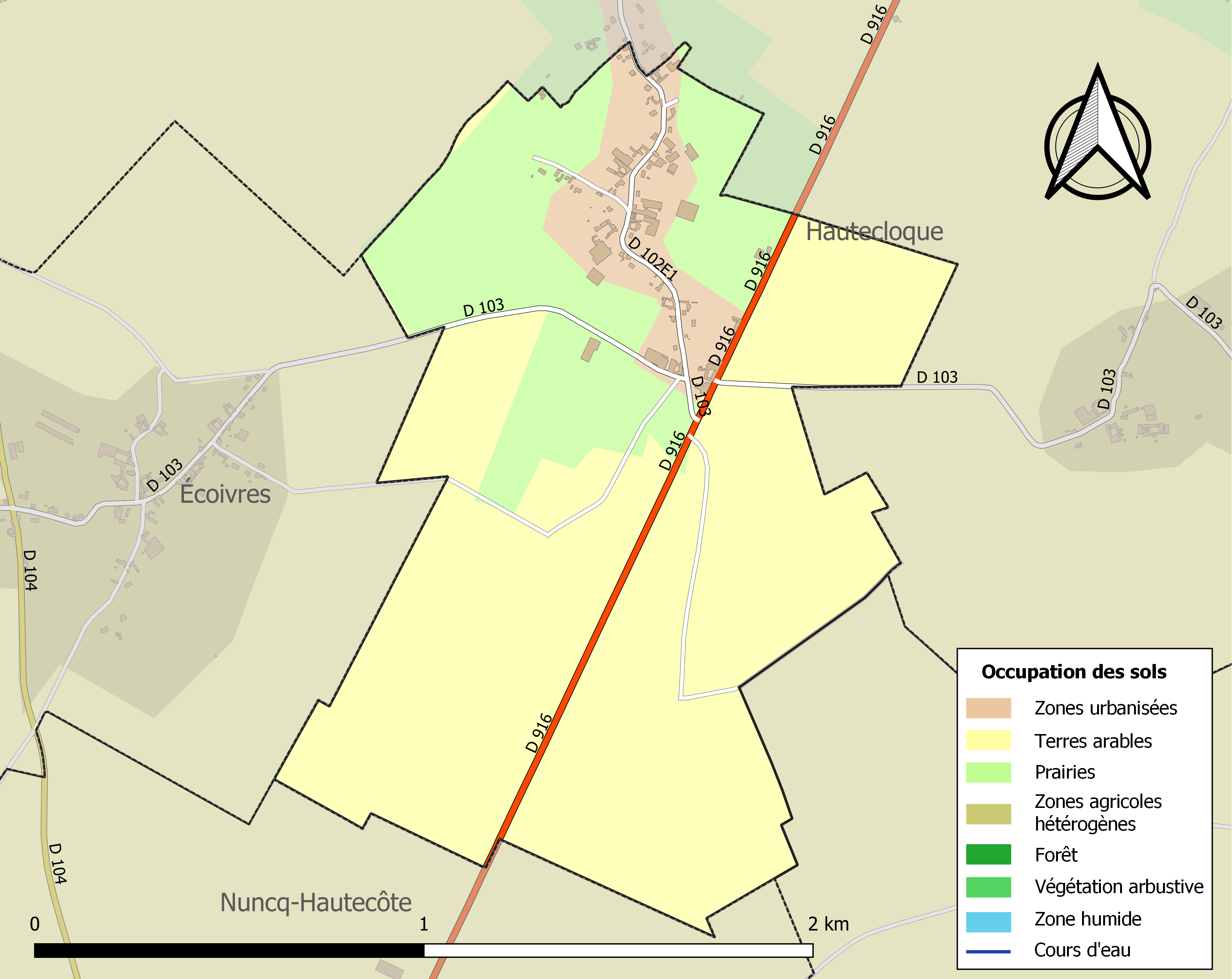
Carte des infrastructures et de l'occupation des sols de la commune en 2018 (CLC).

### Voies de communication et transports

#### Voies de communication
La commune est desservie par les routes départementales D 102 E1, D 103 et D 916 reliant Doullens et Saint-Pol-sur-Ternoise.

#### Transport ferroviaire
La commune se trouve à 8 km au sud de la gare de Saint-Pol-sur-Ternoise, située sur les lignes de Saint-Pol-sur-Ternoise à Étaples et d'Arras à Saint-Pol-sur-Ternoise, desservie par des trains TER Hauts-de-France.

## Toponymie
Le nom de la localité est attesté sous les formes Wulfrancourt en 1079 ; Wlfrancourt en 1120 ; Wulframecurt en 1084 ; Wulfrancourt vers 1112 ; Auframacourt en 1183 ; Offrenmecort, Offremmecort au XIIe siècle ; Offramecort en 1218 ; Framecourt en 1341 ; Framiecourt en 1534 ; Framecourt depuis 1793 et 1801.
D'un nom de personne germanique Wolfhramnus + cortem.

## Histoire
Framecourt a donné son nom à une famille noble dont plusieurs membres sont cités dans les anciennes chartes.
Le chevalier Acard (seigneur de Framecourt et de Sains-les-Hauteclocque ?) fils de Jean (bienfaiteur de l'Abbaye Sainte-Berthe de Blangy-sur-Ternoise), est cité dans une charte de Gérard, évêque de Thérouanne en 1084. Il donna son habitation à Sains et le quart du village pour obtenir l'établissement d'un prieuré de Bénédictins sous l'élection de l'abbaye Saint-Sauveur de Ham-les-Lillers.
Jean de Framecourt, écuyer, seigneur de Framecourt et Rebreuves, épousa Anne de Ricametz (vers 1350). Son fils Pierre joint à son blason paternel (« De gueules au chef d'argent ») celui de la famille de sa mère. Les armoiries de Framecourt deviennent : « De gueules au chef d'argent, écartelé de gueules à 3 coquilles d'or ». 

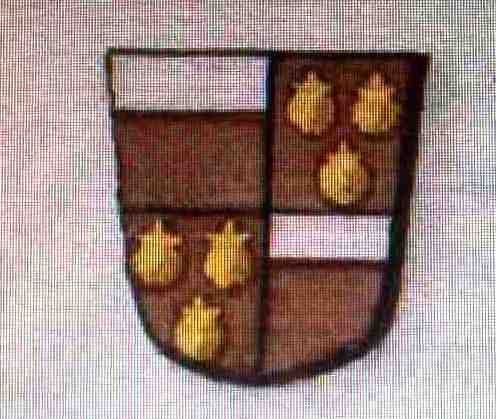

En 1469, il y avait 13 feux. Framecourt eût sa part de désastres. Pierre de Saissy, receveur des exploits du comté de Saint-Pol constate en 1474 qu'il n'y demeure personne et que les habitants se sont retirés sur le comté.
En juillet 1604, est délivrée une sentence de noblesse pour Jean Debruyn, seigneur de Framecourt, « débile d'entendement », marié à Péronne De Brandt. Ses armes sont : « De gueules, à 3 écussons d'argent 2 et 1 ».
Le prieuré de bénédictins avait la seigneurie vicomtière de Framecourt, relevant de la sénéchaussée de Saint-Pol et donnant droit de haute, moyenne et basse justice.

## Politique et administration

### Découpage territorial
La commune se trouve, depuis 1926, dans l'arrondissement d'Arras du département du Pas-de-Calais, auparavant, depuis 1801, elle se trouvait dans l'arrondissement de Saint-Pol.

#### Commune et intercommunalités
La commune faisait partie de la communauté de communes du Saint-Polois créée fin 1995.
Dans le cadre de la réforme des collectivités territoriales françaises, par la loi de réforme des collectivités territoriales du 16 décembre 2010 (dite loi RCT)  destinée à permettre notamment l'intégration de la totalité des communes dans un EPCI à fiscalité propre, la suppression des enclaves et discontinuités territoriales et les modalités de rationalisation des périmètres des établissements publics de coopération intercommunale et des syndicats mixtes existants, cette intercommunalité fusionne avec sa voisine, la communauté de communes du pays d'Heuchin, formant le 1er janvier 2013 la communauté de communes des Vertes Collines du Saint-Polois.
Un nouveau mouvement de regroupement intercommunal intervient dans le cadre des dispositions de la loi portant nouvelle organisation territoriale de la République (Loi NOTRe) du 7 août 2015, qui prévoit que les établissements publics de coopération intercommunale (EPCI) à fiscalité propre doivent avoir un minimum de 15 000 habitants. À l'initiative des intercommunalités concernées, la Commission départementale de coopération intercommunale (CDCI) adopte le 26 février 2016 le principe de la fusion de : 

- la communauté de communes de l'Auxillois, regroupant 16 communes dont une de la Somme et 5 217 habitants ;

- la communauté de communes de la région de Frévent, regroupant 12 communes et 6 567 habitants ;

- de la communauté de communes des Vertes Collines du Saint-Polois, regroupant 58 communes et 19 585 habitants

- de la communauté de communes du Pernois, regroupant 18 communes et 7 114 habitants. Le schéma départemental de coopération intercommunale (SDCI), intégrant notamment cette évolution, est approuvé par un arrêté préfectoral du 30 mars 2016,.
La communauté de communes du Ternois, qui résulte de cette fusion et dont la commune fait désormais partie, est créée par un arrêté préfectoral qui a pris effet le 1er janvier 2017.

#### Circonscriptions administratives
La commune fait partie  du canton de Saint-Pol-sur-Ternoise. Dans le cadre du redécoupage cantonal de 2014 en France, la composition de ce canton est modifiée et regroupe désormais 88 communes, dont Framecourt.

#### Circonscriptions électorales
Pour l'élection des députés, la commune fait partie de la première circonscription du Pas-de-Calais.

### Élections municipales et communautaires

#### Liste des maires
| Période                                  | Période                   | Identité         | Étiquette     | Qualité |
| ---------------------------------------- | ------------------------- | ---------------- | ------------- | --- |
| Les données manquantes sont à compléter. |                           |                  |               | |
| 1995                                     | 2021                      | M. Claude Devaux | PRG puis MRSL | Ancien proviseur de lycée Commandeur dans l'ordre des Palmes académiques Président de la Ligue des droits de l'Homme du Ternois Réélu pour le mandat 2014-2020, |
| 8 avril 2021                             | En cours (au 6 mars 2022) | Jérôme Grare     |               | Professeur, profession scientifique, |

## Équipements et services publics

### Enseignement
La commune est située dans l'académie de Lille et dépend, pour les vacances scolaires, de la zone B.
Elle administre une école élémentaire en regroupement pédagogique intercommunal (RPI 48) qui regroupe Nuncq-Hautecôte, Framecourt et Hautecloque, et qui comporte cinq classes, dont une maternelle, avec cantine et garderie,.

### Équipements communaux
La commune s'est dotée en 1997 d'une salle communale, régulièrement utilisée pour les activités sportives et culturelles du RPI et par les manifestations du Comité des fêtes.

### Justice, sécurité, secours et défense
La commune dépend du tribunal judiciaire d'Arras, du conseil de prud'hommes d'Arras, de la cour d'appel de Douai, du tribunal de commerce d'Arras, du tribunal administratif de Lille, de la cour administrative d'appel de Douai, du pôle nationalité du tribunal judiciaire d'Arras et du tribunal pour enfants d'Arras.

## Population et société

### Démographie
Les habitants de la commune sont appelés les Framecourtois.

#### Évolution démographique
L'évolution du nombre d'habitants est connue à travers les recensements de la population effectués dans la commune depuis 1793. Pour les communes de moins de 10 000 habitants, une enquête de recensement portant sur toute la population est réalisée tous les cinq ans, les populations de référence des années intermédiaires étant quant à elles estimées par interpolation ou extrapolation. Pour la commune, le premier recensement exhaustif entrant dans le cadre du nouveau dispositif a été réalisé en 2006.

En 2022, la commune comptait 115 habitants, en évolution de +9,52 % par rapport à 2016 (Pas-de-Calais : −0,72 %, France hors Mayotte : +2,11 %).
| 1793 | 1800 | 1806 | 1821 | 1831 | 1836 | 1841 | 1846 | 1851 |
| ---- | ---- | ---- | ---- | ---- | ---- | ---- | ---- | ---- |
| 168  | 166  | 145  | 151  | 161  | 165  | 156  | 157  | 153  |

| 1856 | 1861 | 1866 | 1872 | 1876 | 1881 | 1886 | 1891 | 1896 |
| ---- | ---- | ---- | ---- | ---- | ---- | ---- | ---- | ---- |
| 145  | 148  | 147  | 146  | 143  | 135  | 142  | 137  | 122  |

| 1901 | 1906 | 1911 | 1921 | 1926 | 1931 | 1936 | 1946 | 1954 |
| ---- | ---- | ---- | ---- | ---- | ---- | ---- | ---- | ---- |
| 118  | 127  | 132  | 134  | 108  | 104  | 91   | 108  | 103  |

| 1962 | 1968 | 1975 | 1982 | 1990 | 1999 | 2006 | 2011 | 2016 |
| ---- | ---- | ---- | ---- | ---- | ---- | ---- | ---- | ---- |
| 103  | 117  | 92   | 110  | 117  | 113  | 124  | 101  | 105  |

| 2021 | 2022 | - | - | - | - | - | - | - |
| ---- | ---- | - | - | - | - | - | - | - |
| 112  | 115  | - | - | - | - | - | - | - |

#### Pyramide des âges
En 2018, le taux de personnes d'un âge inférieur à 30 ans s'élève à 32,4 %, soit en dessous de la moyenne départementale (36,7 %). À l'inverse, le taux de personnes d'âge supérieur à 60 ans est de 31,4 % la même année, alors qu'il est de 24,9 % au niveau départemental.
En 2018, la commune comptait 50 hommes pour 56 femmes, soit un taux de 52,83 % de femmes, légèrement supérieur au taux départemental (51,50 %).
Les pyramides des âges de la commune et du département s'établissent comme suit.
| Hommes | Classe d’âge | Femmes |
| ------ | ------------ | ------ |
| 0,0    | 90 ou +      | 3,6    |
| 10,0   | 75-89 ans    | 9,1    |
| 20,0   | 60-74 ans    | 20,0   |
| 14,0   | 45-59 ans    | 14,5   |
| 24,0   | 30-44 ans    | 20,0   |
| 14,0   | 15-29 ans    | 7,3    |
| 18,0   | 0-14 ans     | 25,5   |

| Hommes | Classe d’âge | Femmes |
| ------ | ------------ | ------ |
| 0,5    | 90 ou +      | 1,6    |
| 5,6    | 75-89 ans    | 8,9    |
| 16,7   | 60-74 ans    | 18,1   |
| 20,2   | 45-59 ans    | 19,2   |
| 18,9   | 30-44 ans    | 18,1   |
| 18,2   | 15-29 ans    | 16,2   |
| 19,9   | 0-14 ans     | 17,9   |

## Culture locale et patrimoine

### Lieux et monuments

#### Monuments historiques
- L'église Saint-Wulgan héberge 2 éléments patrimoniaux inscrits au titre d'objet des monuments historiques[49].

#### Autres monuments
- Le prieuré Saint-Wulfran de Framecourt, qui dépendait en 1746 de l'abbaye Saint-Sauveur de Ham-en-Artois[50]. Le prieuré fut fondé au XIe siècle à la suite d'une donation du chevalier Acard de Framicourt.
- L'église Saint-Vulgan[51] est placée sous le vocable de Saint Wulfran et dédiée à Notre-dame du Mont Carmel, brûlée sous le règne de Louis XV et reconstruite. Son chœur a une voûte de style ogival avec une retombée des arceaux reposant sur des consoles. Une clef de voûte porte la date de 1685[23]. Elle héberge deux éléments patrimoniaux, répertoriés dans la base Palissy, inscrits au titre d'objet des monuments historiques[52].
- L'arbre de la liberté, commémorant la Révolution française planté le 14 juillet 2015[23].
- La commune de Framecourt ne possède pas de monument aux morts. Les morts de la commune sont inscrits sur le monument de Hautecloque.

### Héraldique
| Blason de Framecourt | Blason  | Écartelé : aux 1er et 4e d'azur à la coquille d'or, aux 2e et 3e d'or plain. |
| Blason de Framecourt | Détails | Le statut officiel du blason reste à déterminer.                             |

## Pour approfondir